# Elefantenrüstung
Die Elefantenrüstung ind. Pakhar oder auch engl. Elephant Armor, ist eine Schutzwaffe für Kriegselefanten aus Indien und dem Perserreich.

## Beschreibung
Die Elefantenrüstung besteht aus Stahl, Leder und Stoff. Ihr Aufbau variierte je nach Region und Epoche.
Die ersten Berichte über gepanzerte Kriegselefanten stammen aus dem Jahr 1500 v. Chr. aus Syrien und aus dem China der Shang-Dynastie (1623 bis 1123 v. Chr.). Die am weitesten entwickelten Rüstungen dieser Art entstanden, bedingt durch die dort bis in das 19. Jahrhundert fortgesetzte Nutzung von Kriegselefanten, in Indien.

## Lamellenpanzer
Die Lamellenrüstung besteht aus einer Mischung von Ketten- und Lamellenrüstung und auch Teilen von Plattenrüstung (engl. „mail and plate“). Sie ist aus verschiedenen, separaten Teilen, die zu einem den Körper des Elefanten abdeckenden Gesamtpanzer zusammengefügt werden können, hergestellt. Der Rückenpanzer besteht aus vier Einzelteilen, die je ein Bein sowie einen Teil der Seite des Tieres schützen.
Der große Kopfpanzer ist zweiteilig. Ein Teil bedeckt den Kopf und die Ohren, ein weiteres Teil bedeckt den Hals und den Kiefer von unten. Der gesamte Panzer ist mit Stoff gepolstert, damit die Metallteile die empfindliche Haut des Elefanten nicht verletzen. Der Kopfpanzer besteht komplett aus einem Lamellenpanzer, bei dem Ausschnitte für die Augen angebracht sind. Die Stoßzähne und ein Teil des Rüssels liegen frei.
Die Elefantenrüstung die in den Royal Armouries in Leeds ausgestellt ist, ist die einzige ihrer Art, die noch vollständig erhalten ist. Die Rüstung ist aus 8000 Lamellenteilen zusammengesetzt, die mit Kettenrüstung verbunden sind und aus über 100.000 Kettenringen besteht. Sie wiegt 136 Kilogramm (300 lbs). Der Kopfpanzer besteht aus 2000 Lamellen, der Halsschutz aus 1000 Lamellen und wiegt 11,34 Kilogramm (25 lbs). Die Werkstätten der Royal Armouries haben versucht, die Fertigungstechniken und den zeitlichen Aufwand anhand des im Museum ausgestellten Panzers zu erforschen.

## Versionen
In der Schlacht bei Magnesia waren die Köpfe der Elefanten mit Metallstreifen oder einer Art Helm gepanzert. Andere Kriegselefanten waren mit einer Art Turm (auch Howdah) auf dem Rücken ausgestattet, in dem mehrere Krieger Platz fanden.
Bei manchen Rüstungen wurde auf dem Kopfpanzer des Elefanten eine zusätzliche Schutzvorrichtung in der Art eines Schildes für den Reiter angebracht, der ihn schützte und trotzdem eine gute Sicht bot. Im Kampf sitzen zwei Krieger auf dem Elefanten. Der eine sitzt im Genick des Elefanten (Mahout) und steuerte ihn, der andere oben auf dem Rücken. Dieser diente als Speerwerfer und verteidigte den Elefanten bei einem Nahangriff mit einer Lanze oder dem Bogen. Als sich Schusswaffen durchsetzten, wurden auch kleinkalibrige Kanonen auf dem Howdah angebracht. In anderen Schriften werden Rüstungen erwähnt, die aus schweren Stoffen oder Leder bestanden, die auch die Augen des Elefanten überdeckten und mit Gewichten beschwert waren, sowie von komplett aus Kettenrüstung bestehenden Versionen, oder auch in Ausführungen die in der Art einer Brigantine oder auch als Platten- oder Schuppenpanzer gearbeitet sind. Die verschiedenen Rüstungen sind auch als Prunk- oder Paradeversionen gearbeitet, die nicht zu einer Verwendung im Kampf dienen.
Eine Elefantenrüstung aus Plattenpanzerung ist in den „Stratford Armouries“ in Stratford-upon-Avon, Warwickshire, England zu besichtigen (siehe Weblinks). Diese Rüstung besteht aus einem geschobenen Plattenpanzer, der den Rüssel zu etwa drei Viertel bedeckt, sowie einem Kopfpanzer der den Vorderkopf sowie die Oberseite des Kopfes schützt. An dem Kopfpanzer sind seitlich die Ohrenpanzer befestigt, die aus Platten- und Kettenrüstung bestehen. Sie sind beweglich befestigt, um den Bewegungen der Ohren zu folgen. Die Knie sowie die Oberschenkel sind ebenfalls gepanzert. Der Rückenpanzer besteht im oberen Teil aus Kettenpanzer und im unteren Bereich aus Plattenpanzerung.

## Abwehr- und Angriffswaffen
Zusätzlich zu der Rüstung wurden die Kriegselefanten mit Waffen ausgestattet, die an den Stoßzähnen befestigt wurden, oder im Rüssel gehalten wurden (Elefanten-Dha). Der Reisende Sungun berichtete auch noch von anderen Waffen, die als Waffen für Elefanten genutzt wurden. Er erwähnte Sicheln, Keulen und Kettenstücke die am Rüssel befestigt, oder von ihm gegriffen wurden. H. Russell Robinson erwähnt in seinem Buch „Oriental Armour“, dass die Stoßzahnspitzen mit Metall versehen waren (Stoßzahnschwert) („… and the tusks of the beasts were tipped with metal points“)